# Рок (Жер)
Рок (фр. Roques) — коммуна во Франции, находится в регионе Юг — Пиренеи. Департамент — Жер. Входит в состав кантона Валанс-сюр-Баиз. Округ коммуны — Кондом.
Код INSEE коммуны — 32351.

## География
Коммуна расположена приблизительно в 580 км к югу от Парижа, в 100 км западнее Тулузы, в 33 км к северо-западу от Оша.
На западе коммуны протекает река Ос.

## Климат
Климат умеренно-океанический. Лето жаркое и немного дождливое, температура часто превышает 35 °С. Зимой часто бывает отрицательная температура и ночные заморозки. Годовое количество осадков — 700—900 мм.

## Население
Население коммуны на 2010 год составляло 113 человек.
| 1962 | 1968 | 1975 | 1982 | 1990 | 1999 | 2010 |
| ---- | ---- | ---- | ---- | ---- | ---- | ---- |
| 157  | 143  | 125  | 135  | 130  | 122  | 113  |

## Администрация
| Период | Период | Фамилия        | Партия | Примечания |
| ------ | ------ | -------------- | ------ | ---------- |
| 2001   | 2020   | Пьеррет Меналь |        |            |

## Экономика
В 2010 году среди 68 человек трудоспособного возраста (15-64 лет) 44 были экономически активными, 24 — неактивными (показатель активности — 64,7 %, в 1999 году было 76,8 %). Из 44 активных жителей работали 41 человек (18 мужчин и 23 женщины), безработных было 3 (3 мужчин и 0 женщин). Среди 24 неактивных 3 человека были учениками или студентами, 19 — пенсионерами, 2 были неактивными по другим причинам.

## Фотогалерея
- Карта коммуны